# Шоури, Арун
Арун Шоури (англ. Arun Shourie; род. 2 ноября 1941 года, Джаландхар) — индийский журналист, писатель
 и политический деятель. Работал экономистом во Всемирном банке (1968—1972 и 1975—1977), консультантом Комиссии по планированию (1972—1974), редактором The Indian Express (1979—1982, 1987—1990) и The Times of India (1982—1987), а также был депутатом Раджья сабхи (1998—2010) и министром коммуникаций в правительстве Индии (2003—2004). Награждён премией Рамона Магсэйсэя в 1982 и орденом Падма бхушан в 1990 году.